# Cramont
Cramont és un municipi francès situat al departament del Somme i a la regió dels Alts de França. L'any 2007 tenia 290 habitants.

## Demografia

### Població
El 2007 la població de fet de Cramont era de 290 persones. Hi havia 96 famílies de les quals 20 eren unipersonals (4 homes vivint sols i 16 dones vivint soles), 24 parelles sense fills i 52 parelles amb fills.
La població ha evolucionat segons el següent gràfic:
Habitants censats

### Habitatges
El 2007 hi havia 132 habitatges, 107 eren l'habitatge principal de la família, 16 eren segones residències i 9 estaven desocupats. Tots els 131 habitatges eren cases. Dels 107 habitatges principals, 95 estaven ocupats pels seus propietaris, 7 estaven llogats i ocupats pels llogaters i 5 estaven cedits a títol gratuït; 4 tenien dues cambres, 14 en tenien tres, 37 en tenien quatre i 52 en tenien cinc o més. 91 habitatges disposaven pel capbaix d'una plaça de pàrquing. A 39 habitatges hi havia un automòbil i a 54 n'hi havia dos o més.

### Piràmide de població
La piràmide de població per edats i sexe el 2009 era:
| Homes | Edats   | Dones |
| ----- | ------- | ----- |
| 0     | 95 o +  | 0     |
| 0     | 90 a 94 | 4     |
| 4     | 85 a 89 | 8     |
| 0     | 80 a 84 | 12    |
| 4     | 75 a 79 | 8     |
| 8     | 70 a 74 | 4     |
| 4     | 65 a 69 | 12    |
| 0     | 60 a 64 | 4     |
| 4     | 55 a 59 | 4     |
| 4     | 50 a 54 | 12    |
| 12    | 45 a 49 | 12    |
| 4     | 40 a 44 | 0     |
| 8     | 35 a 39 | 16    |
| 16    | 30 a 34 | 12    |
| 12    | 25 a 29 | 16    |
| 12    | 20 a 24 | 12    |
| 4     | 15 a 19 | 4     |
| 4     | 10 a 14 | 28    |
| 12    | 5 a 9   | 0     |
| 20    | 0 a 4   | 8     |

## Economia

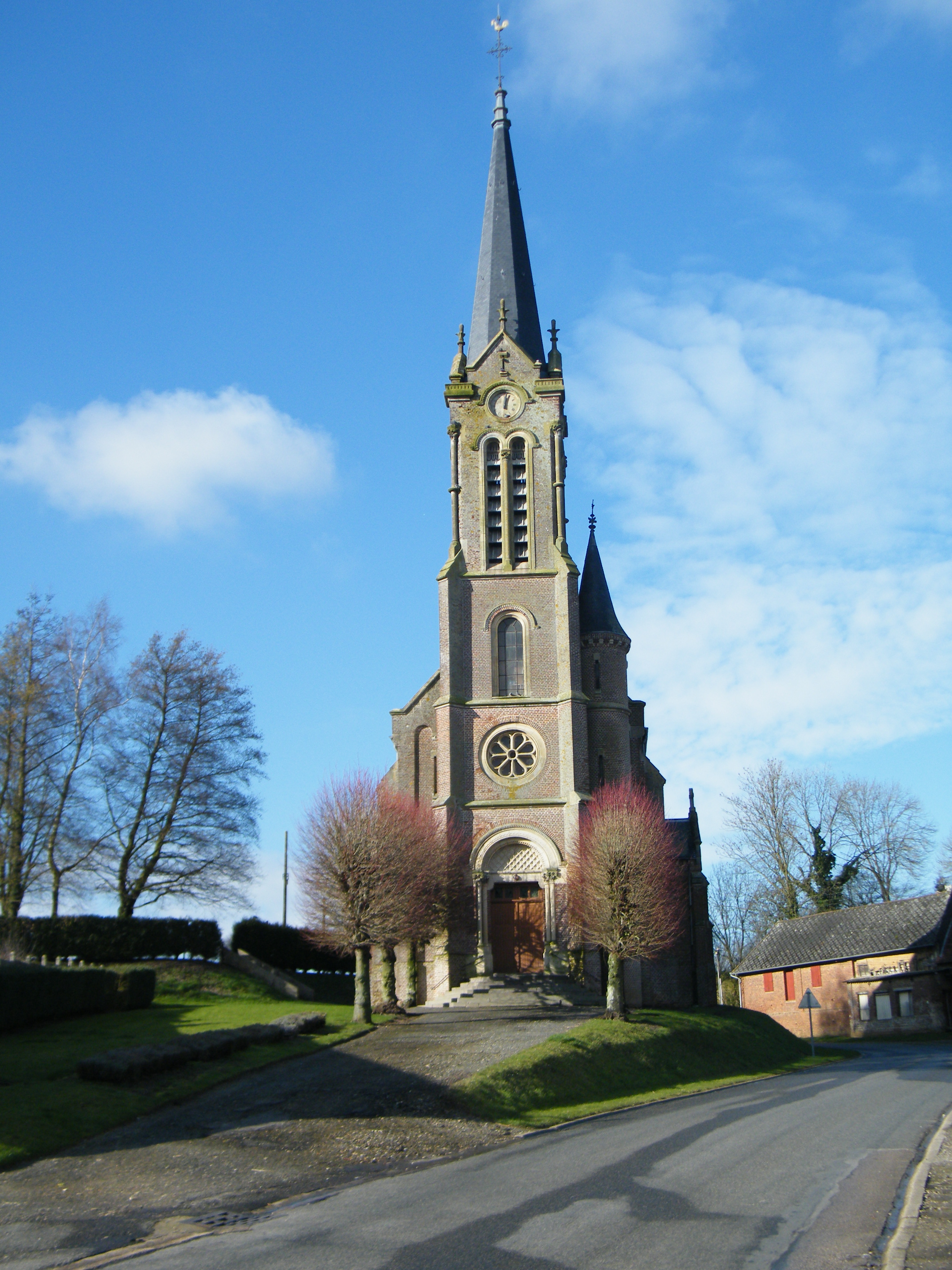

El 2007 la població en edat de treballar era de 178 persones, 134 eren actives i 44 eren inactives. De les 134 persones actives 121 estaven ocupades (67 homes i 54 dones) i 13 estaven aturades (9 homes i 4 dones). De les 44 persones inactives 15 estaven jubilades, 15 estaven estudiant i 14 estaven classificades com a «altres inactius».

### Ingressos
El 2009 a Cramont hi havia 111 unitats fiscals que integraven 289 persones, la mediana anual d'ingressos fiscals per persona era de 16.858 €.

### Activitats econòmiques
Dels 12 establiments que hi havia el 2007, 2 eren d'empreses extractives, 1 d'una empresa de fabricació d'altres productes industrials, 3 d'empreses de construcció, 2 d'empreses de comerç i reparació d'automòbils, 1 d'una empresa d'hostatgeria i restauració, 1 d'una empresa immobiliària i 2 d'empreses classificades com a «altres activitats de serveis».
Dels 4 establiments de servei als particulars que hi havia el 2009, 1 era un electricista, 1 empresa de construcció i 2 perruqueries.
L'any 2000 a Cramont hi havia 14 explotacions agrícoles que ocupaven un total de 720 hectàrees.

## Poblacions més properes
El següent diagrama mostra les poblacions més properes.